# Championnat d'Europe féminin de hockey sur gazon 2011
Navigation
Édition précédente Édition suivante
Le Championnat d'Europe de hockey sur gazon féminin 2011 constituait la 10e édition du Championnat d'Europe de hockey sur gazon féminin. Il se déroulait à Mönchengladbach, en Allemagne, en août 2011, en même temps que le Championnat d'Europe masculin. Les finalistes de ce tournoi se qualifiaient par la même occasion pour les JO de 2012 à Londres, ainsi que les troisièmes, si l'Angleterre était elle-même finaliste. Les deux dernières équipes se voyaient reléguées à l'échelon inférieur des compétitions européennes. 
Les Néerlandaises, tenantes du titre et grandes favorites du tournoi, l'ont emporté en vainquant l'Allemagne sur un score de 3-0 en finale. Il s'agissait du 8e titre européen des Bataves, sur les 10 éditions organisées.

## Stade
Le Championnat d'Europe se déroulait au Warsteiner HockeyPark, qui peut accueillir 14 000 spectateurs.

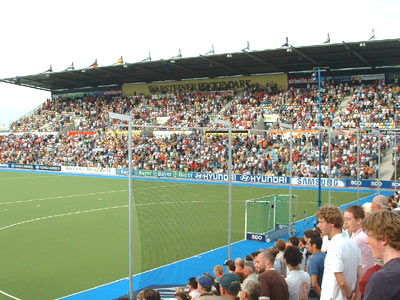
Warsteiner HockeyPark

## Phase de poules

### Poule A
| Pays | Équipes     | Score | Équipes     | Pays |
| ---- | ----------- | ----- | ----------- | ---- |
|      | Espagne     | 4 - 0 | Italie      |      |
|      | Pays-Bas    | 8 - 0 | Azerbaïdjan |      |
|      | Azerbaïdjan | 5 - 3 | Italie      |      |
|      | Espagne     | 1 - 0 | Pays-Bas    |      |
|      | Azerbaïdjan | 1 - 2 | Espagne     |      |
|      | Pays-Bas    | 5 - 1 | Italie      |      |

| Rang | Équipe      | Pts | J | V | N | P | BP | BC | Diff |
| ---- | ----------- | --- | - | - | - | - | -- | -- | ---- |
| 1    | Espagne     | 9   | 3 | 3 | 0 | 0 | 7  | 1  | +6   |
| 2    | Pays-Bas    | 6   | 3 | 2 | 0 | 1 | 13 | 2  | +11  |
| 3    | Azerbaïdjan | 3   | 3 | 1 | 0 | 2 | 6  | 13 | -7   |
| 4    | Italie      | 0   | 3 | 0 | 0 | 3 | 4  | 14 | -10  |

|  | Qualifié pour la phase finale (no 1, no 2).         |
|  | Qualifiés pour la phase de classement (no 3, no 4). |

### Poule B
| Pays | Équipes    | Score | Équipes    | Pays |
| ---- | ---------- | ----- | ---------- | ---- |
|      | Allemagne  | 3 - 0 | Irlande    |      |
|      | Angleterre | 4 - 0 | Belgique   |      |
|      | Angleterre | 2 - 0 | Allemagne  |      |
|      | Irlande    | 0 - 3 | Belgique   |      |
|      | Irlande    | 1 - 3 | Angleterre |      |
|      | Allemagne  | 4 - 0 | Belgique   |      |

| Rang | Équipe     | Pts | J | V | N | P | BP | BC | Diff |
| ---- | ---------- | --- | - | - | - | - | -- | -- | ---- |
| 1    | Angleterre | 9   | 3 | 3 | 0 | 0 | 9  | 1  | +8   |
| 2    | Allemagne  | 6   | 3 | 2 | 0 | 1 | 7  | 2  | +5   |
| 3    | Belgique   | 3   | 3 | 1 | 0 | 2 | 3  | 8  | -5   |
| 4    | Irlande    | 0   | 3 | 0 | 0 | 3 | 1  | 9  | -8   |

|  | Qualifié pour la phase finale (no 1, no 2).         |
|  | Qualifiés pour la phase de classement (no 3, no 4). |

## Phase de classement
La phase de classement est la poule des équipes qui se sont classées 3e et 4e au 1er tour.

Les résultats entre deux équipes lors du 1er tour sont comptabilisés. 

| Pays | Équipes     | Score | Équipes  | Pays |
| ---- | ----------- | ----- | -------- | ---- |
|      | Italie      | 0 - 4 | Belgique |      |
|      | Azerbaïdjan | 1 - 3 | Irlande  |      |
|      | Italie      | 1 - 4 | Irlande  |      |
|      | Azerbaïdjan | 1 - 3 | Belgique |      |

| Rang | Équipe      | Pts | J | V | N | P | BP | BC | Diff |
| ---- | ----------- | --- | - | - | - | - | -- | -- | ---- |
| 5    | Belgique    | 9   | 3 | 3 | 0 | 0 | 10 | 1  | +9   |
| 6    | Irlande     | 6   | 3 | 2 | 0 | 1 | 7  | 5  | +2   |
| 7    | Azerbaïdjan | 3   | 3 | 1 | 0 | 2 | 7  | 9  | -2   |
| 8    | Italie      | 0   | 3 | 0 | 0 | 3 | 4  | 13 | -9   |

|  | Maintien parmi l'élite européenne (no 5, no 6). |
|  | Relégation en Championship II (no 7, no 8).     |

## Phase finale
|  | Demi-finales            | Demi-finales            |                        |   | Finale                  | Finale                  |
|  | Demi-finales            | Demi-finales            |                        |   | Finale                  | Finale                  |
|  |                         |                         |                        |   |                         |                         |
|  | 25 août 2011 18h30 CEST | 25 août 2011 18h30 CEST |                        |   | 27 août 2011 15h00 CEST | 27 août 2011 15h00 CEST |
|  | 25 août 2011 18h30 CEST | 25 août 2011 18h30 CEST |                        |   | 27 août 2011 15h00 CEST | 27 août 2011 15h00 CEST |
|  | Angleterre              | 0                       |                        |   | 27 août 2011 15h00 CEST | 27 août 2011 15h00 CEST |
|  | Angleterre              | 0                       |                        |   | 27 août 2011 15h00 CEST | 27 août 2011 15h00 CEST |
|  | Pays-Bas                | 2                       |                        |   | 27 août 2011 15h00 CEST | 27 août 2011 15h00 CEST |
|  | Pays-Bas                | 2                       | Pays-Bas               | 3 |                         |                         |
|  | 25 août 2011 21h00 CEST |                         | Pays-Bas               | 3 |                         |                         |
|  |                         | Allemagne               | 0                      |   |                         |                         |
|  | Espagne                 | Allemagne               | 0                      | 1 |                         |                         |
|  | Espagne                 |                         |                        | 1 |                         |                         |
|  | Allemagne               | 2                       |                        |   |                         |                         |
|  | Allemagne               | 2                       | Match pour la 3e place |   |                         |                         |
|  |                         |                         |                        |   |                         |                         |
|  | 27 août 2011 12h30 CEST |                         |                        |   |                         |                         |
|  |                         |                         |                        |   |                         |                         |
|  | Angleterre              | 2                       |                        |   |                         |                         |
|  | Angleterre              | 2                       |                        |   |                         |                         |
|  | Espagne                 | 1                       |                        |   |                         |                         |
|  | Espagne                 | 1                       |                        |   |                         |                         |

### Demi-finales
| Demi-finale 1             | Pays-Bas                            | 2 - 0   | Angleterre | Monchengladbach                                          |                                                          |
| 25 août 2011 18 h 30 WEST | van den Heuvel (11e), Lammers (59e) | (1 – 0) |            | Arbitrage : Elena Eskina (RUS) & Julie Ashton-Lucy (AUS) | Arbitrage : Elena Eskina (RUS) & Julie Ashton-Lucy (AUS) |

| Demi-finale 2             | Espagne     | 1 - 2   | Allemagne                      | Monchengladbach                                                |                                                                |
| 25 août 2011 21 h 00 WEST | Perez (19e) | (1 – 1) | Hasselmann (11e), Keller (62e) | Arbitrage : Soledad Iparraguirre (ARG) & Stella Bartlema (NED) | Arbitrage : Soledad Iparraguirre (ARG) & Stella Bartlema (NED) |

### Petite finale
| Petite finale             | Angleterre            | 2 - 1   | Espagne     | Monchengladbach |  |
| 27 août 2011 12 h 30 WEST | Richardson (51e, 68e) | (0 – 0) | Munoz (47e) |                 |  |

### Finale
| Finale                    | Pays-Bas                                | 3 - 0   | Allemagne | Monchengladbach |  |
| 27 août 2011 15 h 00 WEST | Agliotti (8e), Hoog (24e), Welten (69e) | (2 – 0) |           |                 |  |

| Championnes d'Europe de hockey sur gazon Pays-Bas 8e titre |

## Classement final
| Place              | Équipe      | Résultat                                                  |
| ------------------ | ----------- | --------------------------------------------------------- |
| Médaille d'or      | Pays-Bas    | Championnes d'Europe, qualifiées pour les JO de 2012      |
| Médaille d'argent  | Allemagne   | Vice-championnes d'Europe, qualifiées pour les JO de 2012 |
| Médaille de bronze | Angleterre  | Vainqueur du match pour la 3e place                       |
| 4                  | Espagne     | Perdant du match pour la 3e place                         |
| 5                  | Belgique    | Maintien en Championship I                                |
| 6                  | Irlande     | Maintien en Championship I                                |
| 7                  | Azerbaïdjan | Relégation en Championship II                             |
| 8                  | Italie      | Relégation en Championship II                             |